# U 28 (Kriegsmarine)

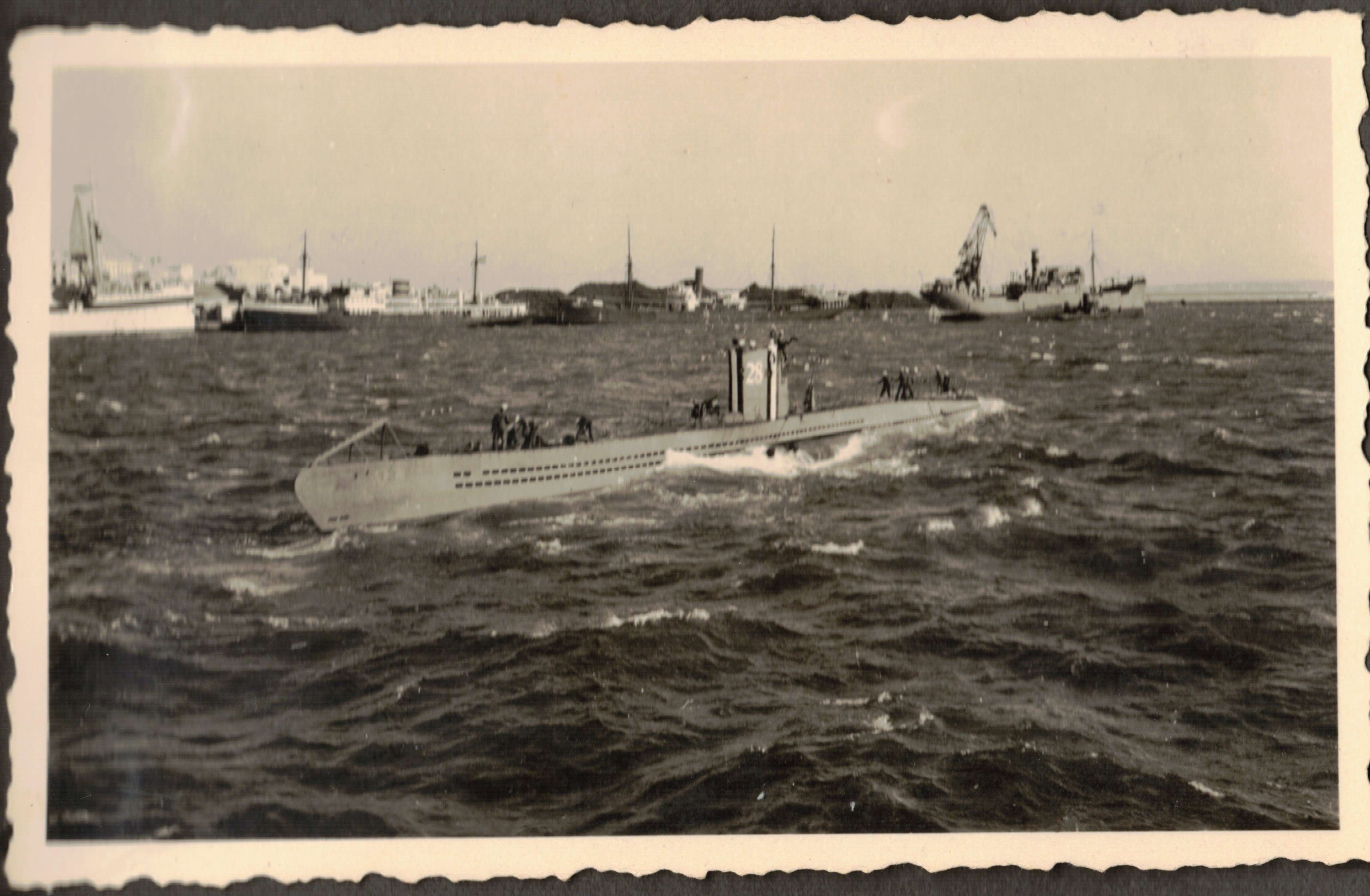
De U 28 bij Cadiz

De U 28 was een Type VIIA-U-boot bij de Kriegsmarine tijdens de Tweede Wereldoorlog. Hij werd besteld op 1 april 1935 en zijn kiel werd gelegd op 2 december 1935 bij AG Weser, Bremen (werk 909) en de tewaterlating gebeurde op 14 juli 1936. Op 12 september 1936 kwam hij onder commando van de eerste bevelhebber Kptlt. Wilhelm Ambrosius.
De U 28 werd succesvol ingezet door kapitein-luitenant-ter-zee Günter Kuhnke, tussen 14 september 1939 en 26 oktober 1940, waarvan hij vijftien vijandelijke schepen torpedeerde, en waar hij twaalf schepen tot zinken had gebracht. Hij diende daarna ook als opleidings- en schoolboot voor diverse kandidaat-officieren en matrozen.    

## Bevelhebbers
- 12 september 1936 - 1 november 1938:  Kptlt. Wilhelm Ambrosius
- 1936/37 - 30 september 1937: Hans-Günther Looff
- 28 oktober 1938 - november 1938:  Oblt. Fritz-Julius Lemp (Ridderkruis)
- 28 oktober 1938 - 16 november 1940: Kptlt. Günter Kuhnke (Ridderkruis)
- 16 november 1940 - 11 februari 1941: Oblt. Friedrich Guggenberger (Ridderkruis)
- 12 februari 1941 - 21 juni 1941:  Heinrich Ratsch
- 22 juni 1941 - 20 maart 1942:  Hermann Eckhardt
- 1 juli 1942 - 30 november 1942:  Oblt. Karl-Heinz Marbach (Ridderkruis)
- 1 december 1942 - juli 1943:  Oblt. Uwe Christiansen
- 1 december 1943:  Oblt. Erich Krempl
- 2 december 1943 - 17 maart 1944:  Oblt. Dietrich Sachse

## Carrière
- zes patrouilles: 12 september 1936 - 31 augustus 1939: 2. Unterseebootsflottille (frontboot)
- 1 september 1939 - 31 december 1939: 2. Flottille (frontboot)
- 1 januari 1940 - 9 november 1940: 2. Flottille (frontboot)
- 10 november 1940 - 30 november 1943: 2. Flottille (opleidingsboot)
- 1 december 1943 - 17 maart 1944: 22. Unterseebootsflottille (schoolboot)

## Successen
- elf schepen gezonken voor een totaal van 42.252 brt
- één hulpkruiser-oorlogsschip tot zinken gebracht voor een totaal van 4.443 brt
- twee schepen beschadigd voor een totaal van 10.067 brt
- één schip met een totaal verlies van 9.577 brt

Tot zinken gebracht:
- 17 maart 1944 te Neustadt in Holstein aan de U-boot-pier, in positie 54° 7′ 0″ NB, 10° 50′ 0″ OL tijdens een bedrijfsongeluk.
- Gelicht en tot schroot verwerkt op 1 augustus 1944

## Wolfpackoperaties
De U 28 onder bevel met de volgende Wolfpacks tijdens zijn carrière: 
- Günther Prien: (12 juni 1940 - 15 juni 1940)
- Onbekend: (19 oktober 1940 - 20 oktober 1940)

### Aanvallen op deze boot
- Op 13 november 1940 ontmoette de U 28 een vijandelijke onderzeeër in de Noord-Atlantische Oceaan. Twee achter elkaar ontploffende detonatoren werden gehoord, toen de vijandelijke onderzeeboot kennelijk een mislukte aanval deed. Er werd maar één geregistreerde aanval op deze boot ondernomen.